# Les Accords de Bella
Les Accords de Bella es una película del año 2007.

## Sinopsis
La isla Rodrigues, perdida en medio del océano Índico, tiene una peculiaridad: hay más de 500 acordeones para 35.000 habitantes. Las polkas, mazurcas y valses son parte de la historia y del mestizaje de una isla durante mucho tiempo olvidada por todos. Aquí, el acordeón no es un instrumento pasado de moda, al contrario; se mezcla con el sonido de la percusión africana para que bailen jóvenes y viejos. Con la ayuda de Philippe Imbert, un artesano francés, la Asociación de Acordeonistas de Rodrigues se ha lanzado a una nueva aventura: fabricar su propio acordeón. El primero, el prototipo, construido íntegramente en la isla, se llama Bella.